# Paul Demiéville
Pour les articles homonymes, voir Demiéville.
Paul Demiéville né à Lausanne le 13 septembre 1894 et mort à Paris le 23 mars 1979 est un sinologue français d'origine suisse ayant marqué les développements des études sinologiques en France au XXe siècle.
Il a été professeur au Collège de France.
Il est le fils de Paul Demiéville (26 décembre 1855, Châtillens - 16 mars 1947 Lausanne), professeur à la polyclinique médicale et chirurgicale de la faculté de médecine de Lausanne (1892-1927) et membre du conseil de santé et des hospices.

## Biographie
Musicologue de formation, il commence l’étude du chinois à Londres en 1915 avant de poursuivre ces études à l’École des langues orientales vivantes.
Il devient au Collège de France le disciple d’Édouard Chavannes (1865-1918) et apprend aussi le sanskrit avec Sylvain Lévi (1863-1935) et le japonais. Diplômé de l’École des Langues orientales en 1918, il est nommé membre de l’École française d'Extrême-Orient en 1920 et séjourne à Hanoi (1920-1924). De 1924 à 1926, il enseigne à l'Université d'Amoy dans le sud-est de la Chine le sanscrit et la philosophie. De 1926 à 1930, il est pensionnaire, puis directeur de la maison franco-japonaise de Tōkyō où il est rédacteur en chef du Hōbōgirin, dictionnaire encyclopédique du bouddhisme.
Lorsqu'il rentre en France en 1930, il prend la nationalité française (naturalisé par décret le 5 octobre 1931) et il est nommé professeur de chinois à l'École des langues orientales en 1931. En 1945, il devient directeur d'études à l'École pratique des hautes études, IVe section où il donne un enseignement de philosophie bouddhique jusqu'en 1956. En 1946, il est nommé professeur au Collège de France en remplacement de Henri Maspero à la chaire de langue et littérature chinoise jusqu'à sa retraite en 1964. En 1951, il entre à l'Académie des inscriptions et belles-lettres.
Il a été, de 1945 à 1975, le directeur de la revue T'oung Pao. La disparition durant la Seconde Guerre mondiale des trois grands sinologues Paul Pelliot (1878-1945), Henri Maspéro (1883-1945) et Marcel Granet (1884-1940) le laisse seul maître des études sinologiques en France durant la période de l'après-guerre. Son rayonnement s'étend non seulement sur la Chine et le Japon, où il avait conservé des liens avec des savants chinois et japonais rencontrés au cours de ses séjours dans ces pays, mais également, à divers titres, en Belgique, en Italie, aux États-Unis. Son œuvre, qui comprend environ 180 livres et articles sans compter les comptes rendus et les notices bibliographiques, a été réunie pour une bonne part dans les Choix d'études sinologiques et les Choix d'études bouddhiques.

## Publications
- Les versions chinoises du Milindapañha. Bulletin de l’École française d’Extrême-Orient 1924.
- Un traité d’architecture chinoise : Le Ying-tsao-fa-che de Li Ming-tchong des Song. idib 1925.
- L'état actuel des études bouddhiques, Lausanne, Tiré à part de la Revue de théologie et de philosophie. 1926. 25 pp..
- Notes d’archéologie chinoise : I. L’inscription de Yunkang ; II. Le Buddha de K’o-chan ; III. Les tombeaux des Song méridionaux. idib 1929.
- Sur l’authenticité de Ta-tch’eng-k’i-sin-louen. Bulletin de la Maison franco-japonaise. 1932.
- L’origine des sectes bouddhiques d’après Paramârtha. Mélanges chinois et bouddhiques, I. 1935.
- en collaboration avec G. Ecke, The Twin Pagodas of Zayton. A Study of later Buddhist Sculpture in China. 1935[4].
- Le concile de Lhassa. Une controverse sur le quiétisme entre bouddhistes de l'Inde et de la Chine au VIIIe siècle de l'ère chrétienne. Paris, PUF. 1952 (43 pp), réed. 1987, 2006[5].
- Matériaux pour l’enseignement élémentaire du chinois : écriture, transcription, langue parlée nationale. Paris 1953. 175 pp.
- Anthologie de la poésie chinoise classique, Paris, Gallimard, 1962 (sous la direction de Paul Demiéville). Publié sous les auspices de l'UNESCO dans le cadre de la Collection UNESCO d'œuvres représentatives.
- Le bouddhisme chinois, dans Henri Charles Puech, Histoire des religion, Paris, Gallimard, Pléiade, réed, Folio 1999.
- Entretiens de Lin-tsi (traduction), Paris, Fayard, 1972.
- Choix d'études sinologiques, Leyde, E. J. Brill, 1973 [lire en ligne].
  - Les débuts de la littérature en chinois vulgaire. Paris. Académie des Inscriptions et des Belles Lettre 1952, Langue et littérature chinoise, Enigmes taoïstes, langue et littérature chinoise. Kyoto 1954, La situation religieuse en Chine au temps de Marco Polo[6].

- Choix d'études bouddhiques, Leyde, E. J. Brill, 1973 [lire en ligne].
- Le concile de Lhasa, Institut des hautes études chinoises, 1987, ASIN : 2857570406.
- avec  Jean Filliozat, Louis Renou, Olivier Lacombe, Pierre Meile, L’Inde classique : manuel des études indiennes, Tome II, Première édition : Imprimerie nationale ; réédition : EFEO Diffusion (École française d'Extrême-Orient), Collection : Réimpressions, 1953 et 2013, 764 p. (ISBN 9782855399034), site de l’éditeur : ; Consulté le 12 mars 2020.

#### Revues critiques de ses œuvres
- Lévy Roger, « Paul Demiéville. Le concile de Lhasa », Politique étrangère, vol. 19, no 1,‎ 1954, p. 95-96 (lire en ligne)
- André Bareau, « P. Demiéville. Entretiens de Lin-tsi », Revue de l'histoire des religions, vol. 185, nos 185-2,‎ 1974, p. 231-232 (lire en ligne)
- Lévy Roger, « Paul Demiéville. Choix d'études sinologiques (1921-1970) », Politique étrangère, vol. 40, no 1,‎ 1975, p. 99-101 (lire en ligne)